# Пратола-Пелинья
Пратола-Пелинья (итал. Pratola Peligna) — коммуна в Италии, расположена в регионе Абруццо, подчиняется административному центру Л’Акуила.
Население составляет 7892 человека (на 2005 г.), плотность населения составляет 279,17 чел./км². Занимает площадь 28,27 км². Почтовый индекс — 67035. Телефонный код — 0864.
Покровительницей коммуны почитается Пресвятая Богородица (Maria Santissima della Libera). Праздник ежегодно празднуется 4 мая.